# 米歇爾·特梅爾
米歇爾·米格爾·埃利亞斯·特梅爾·卢利亚（葡萄牙語：Michel Miguel Elias Temer Lulia，1940年9月23日—），巴西政治人物，曾出任巴西民主運動黨黨魁；前任巴西總統。2011年至2016年擔任巴西副總統。2016年5月12日起暫代巴西總統的職權，至8月31日正式就任总统，取代被弹劾下台的迪尔玛·罗塞夫。

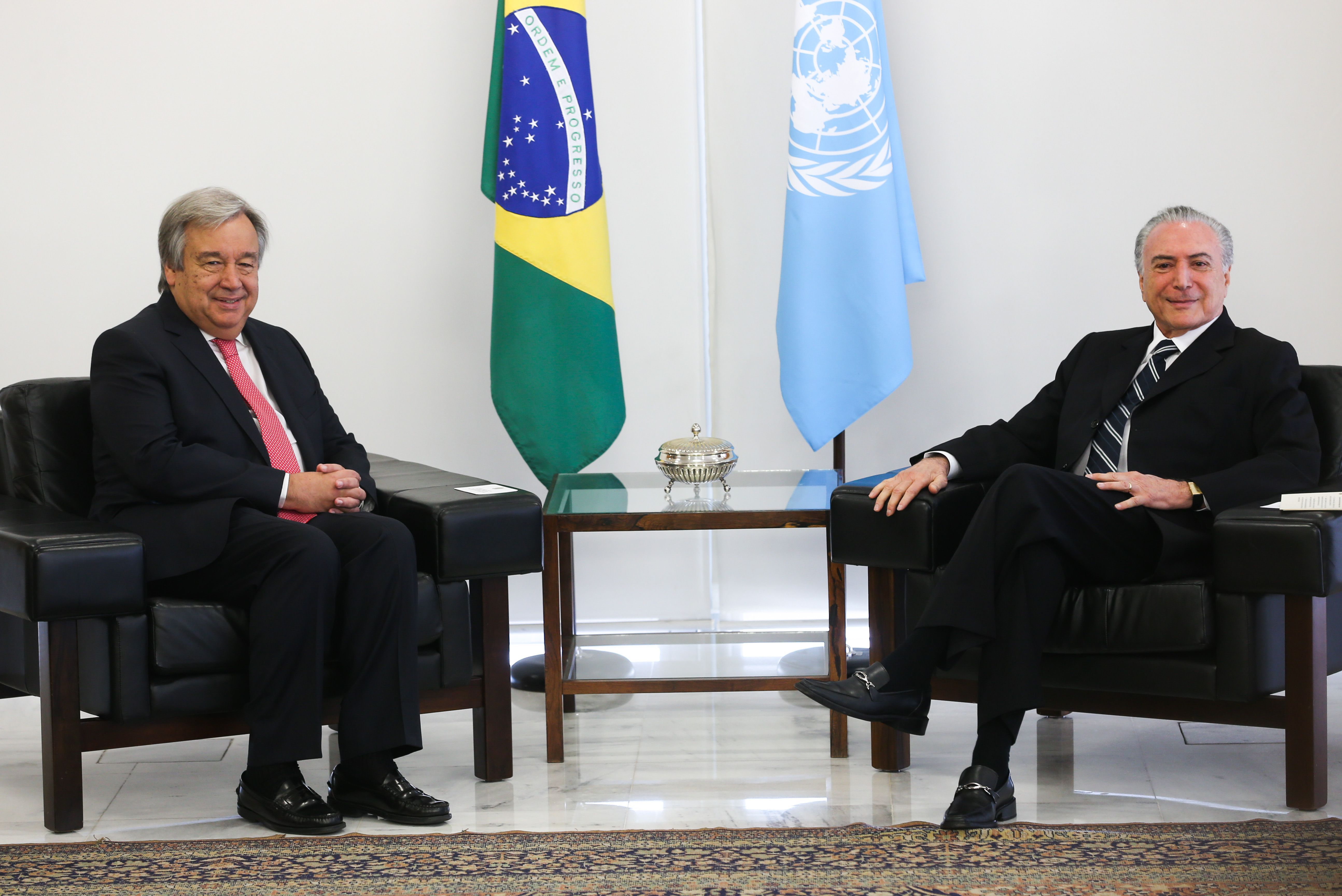
2016年10月15日，特梅爾在巴西利亚会见联合国秘书长安东尼奥·古特雷斯

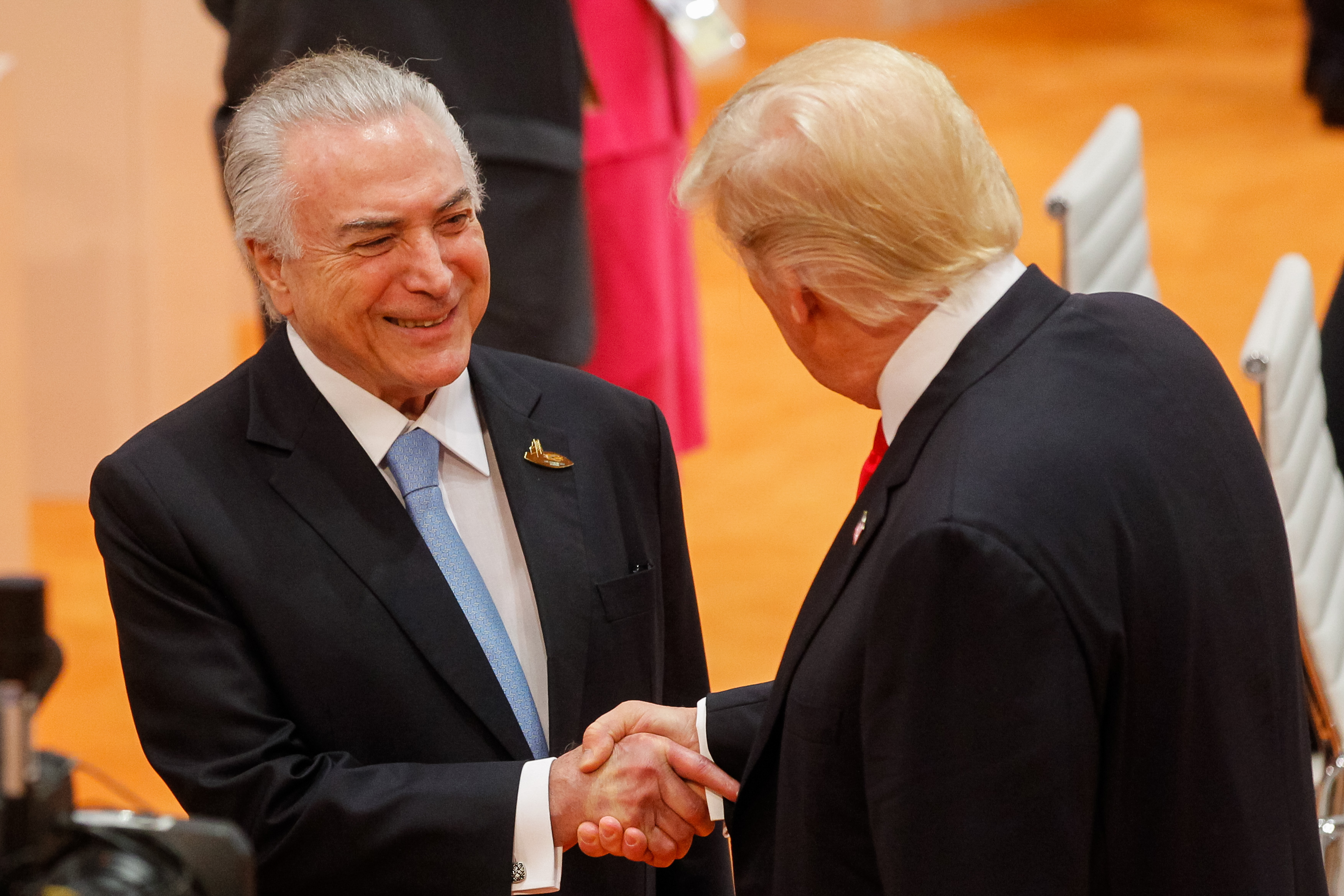
2017年7月8日，特梅爾在2017年二十国集团汉堡峰会会见美国总统唐纳德·特朗普

## 早年
特梅尔生于巴西圣保罗铁特，父母是1925年移民到巴西的黎巴嫩移民，信仰马龙派天主教。移民巴西之前，父母与特梅尔三个哥哥姐姐生活在黎巴嫩北部的小村庄阿巴迪耶，后来因躲避第一次世界大战造成的大饥荒及动荡局势逃到巴西。来到巴西之后，特梅尔的夫妇又生了五个小孩，特梅尔是老幺。特梅尔的阿拉伯语不算流利，但能辨别日常交谈的内容。
特梅尔小时候想当钢琴家，只可惜他的城市没有钢琴老师。长大后，特梅尔立志当作家。高中第一年化学及物理不及格后，特梅尔放弃了以复杂的科学及数学为优先的“科学班”（curso científico）。1957年，特梅尔搬到圣保罗，完成高中“传统班”（curso clássico）课程，主修人类学及语言学。1959年，特梅尔就读于哥哥们的母校圣保罗大学法学院，1963年毕业。大一那年，特梅尔活跃于政治活动，成为学校学生会司库。1962年，特梅尔参选学生会主席，结果以82票落败。
1964年巴西政变之前，特梅尔保持中立的政治立场。军政府上台后，特梅尔离开政坛。1974年，特梅尔在圣保罗天主教大学获得公法博士学位。
特梅尔经常强调自己信奉罗马天主教。

## 学术生涯

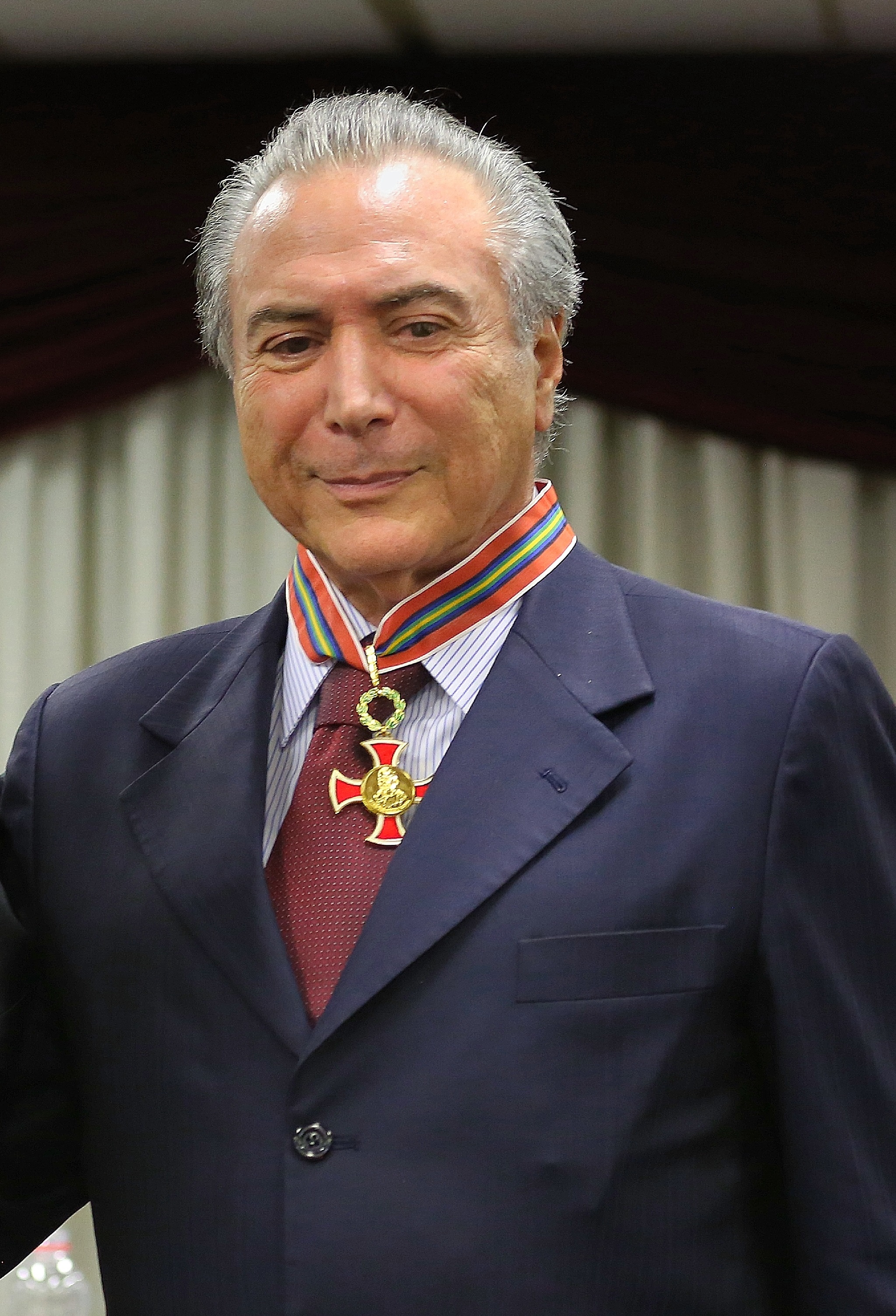
2013年10月，担任巴西副总统的特梅尔获颁“司法功绩勋章”

1968年起，特梅尔在圣保罗天主教大学教授憲制性法律及民法，担任研究生部及巴西宪法研究所（Instituto Brasileiro de Direito Constitucional）主任，为伊比利亚美洲宪法研究所（Instituto Ibero-Americano de Direito Constitucional）成员。

### 著作
特梅尔有四部关于宪法学的主要著作，其中最著名的是1982年出版的《宪法的元素》（Elementos de Direito Constitucional），共售出24万本。该书详细介绍了巴西政府的组织架构，特别是权力分立方面。
2006年出版《民主与公民》（Democracia e Cidadania），介绍了法律的相关性，收录了特梅尔以众议员身份发表的部分演讲。书中，特梅尔表示自己支持议会制及罢免机制，反对经济干预主义及增税。
2013年以诗人自居出版诗集《匿名的亲昵》（Anônima Intimidade），收录个人120首诗作，大部分在往返圣保罗及巴西利亚的航班上用餐巾纸写作。他表示写诗能让自己从“立法机构贫瘠的政治舞台”中恢复过来。

## 政治生涯早年

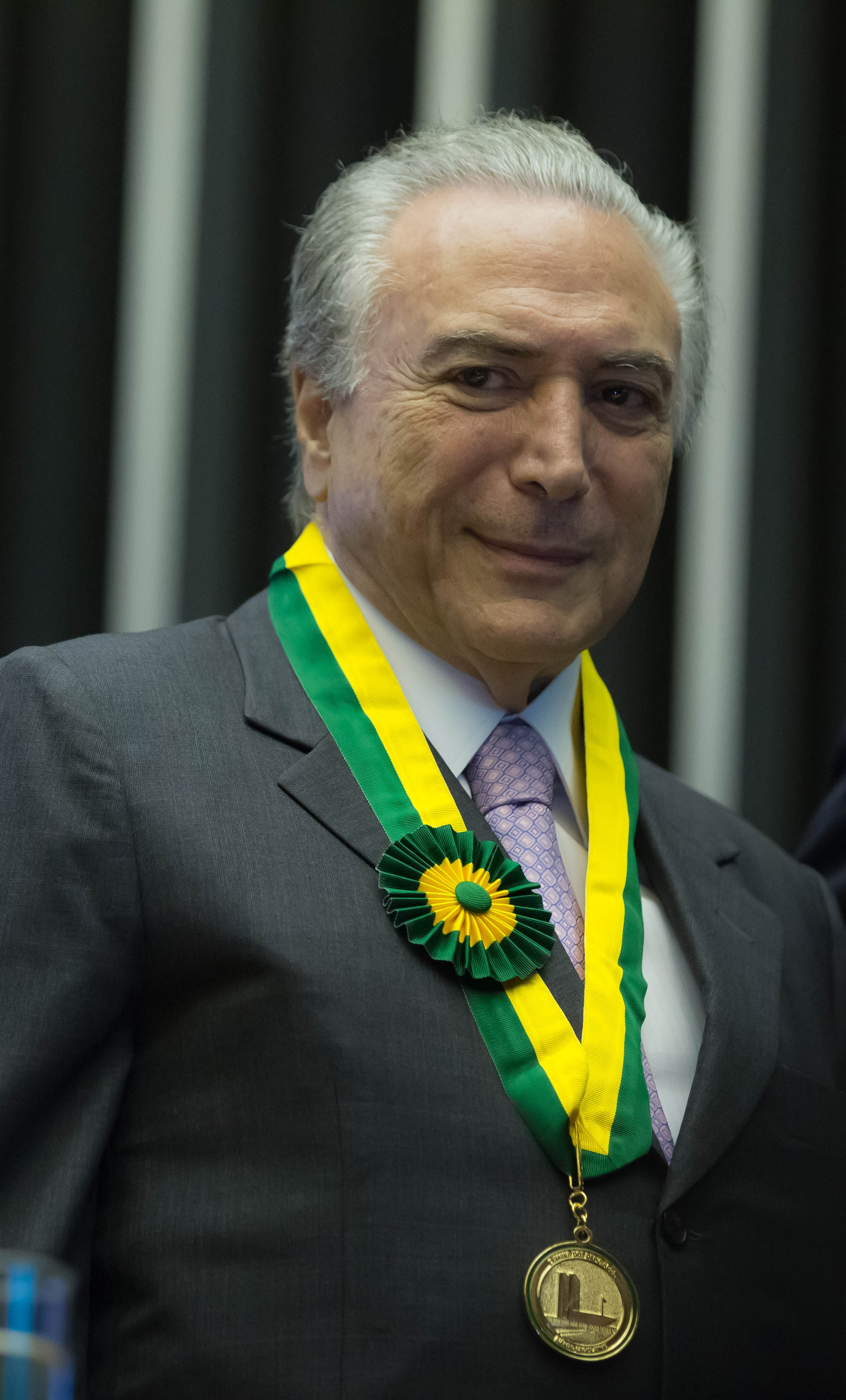
2015年11月，担任巴西副总统的特梅尔获颁“司法功绩勋章”

从1987年开始，特梅尔连续六届担任众议院议员，中间于1997年至1998年、1999年至2000年、2009年至2010年连续三届出任议长。特梅尔还是1988年巴西制宪大会的成员，负责颁布现行的巴西宪法。他是巴西最大党巴西民主运动的党主席。
特梅尔是继若澤·馬利亞·奥克明后巴西第二位黎巴嫩裔的副总统。

### 调查
2016年，特梅尔被于1997年到2001年间安排说客游说他人与国营石油公司巴西石油签订乙醇合同。特梅尔还因收取巴西石油合作建筑公司Camargo Correa150多万美元的贿赂被调查，后者的电子表格21次出现特梅尔的名字，旁边的金额最高达34.5万美元，被当局认为是贿赂款项，惟特梅尔说这是合法的竞选资金。特梅尔的主张罪证被法院驳回，尽管特梅尔否认有不当行为。特梅尔还被指控选举舞弊；2016年有消息指他在2014年募集了290万美元的非法政治献金。有调查行动调查了这些赃款是否用在了2014年的竞选活动上，当时竞逐连任的总统迪尔玛·罗塞夫安排特梅尔担任竞选搭档。特梅尔也否认了这些指控。
2017年，巴西联邦警察表示调查人员发现特梅尔收受企业贿赂的证据。据调查人员制作的视频显示，特梅尔的前助理罗德里戈·罗查·洛雷斯（Rodrigo Rocha Loures）曾拿着一个装有15万美元的手提箱，里面的钱据称由JBS股份送给特梅尔。
2018年，巴西最高法院下令将特梅尔纳入正在进行的一项调查。当时据称特梅尔所在的巴西民主党收取建筑公司Odebrecht307万美元的赃款。

### 与美国大使馆的联系
根据维基解密披露的政府电文，特梅尔曾于2006年向美国驻巴西大使馆提供情报。据称特梅尔通过加强社会计划及反对卢拉·达·席尔瓦来赢得底层巴西人的忠诚。报告状态显示“敏感但不算机密”。对此，特梅尔表示卢拉·达·席尔瓦“可能会最终开始听从他的左翼朋友”、“摆脱主导他第一任期的正统宏观经济政策”。

### 在罗塞夫弹劾案中的角色
2015年和2016年，随着迪尔玛·罗塞夫弹劾案的逐渐展开，特梅尔身陷舆论风波。2015年12月，特梅尔给罗塞夫总统写信，抱怨自己没能进入政府决策层。这封信以拉丁文“口说的话会飞走，写下的字能留存”（Verba Volant, Scripta Manent）开头。特梅尔表示这种“私底下”的沟通坦白了外界对总统的各种抱怨。他表示罗塞夫让他看起来像是“花瓶”副总统，没有实际作用，尽管有几次被安排在国会上发表支持政府的谈话，但他只在2015年这样做。

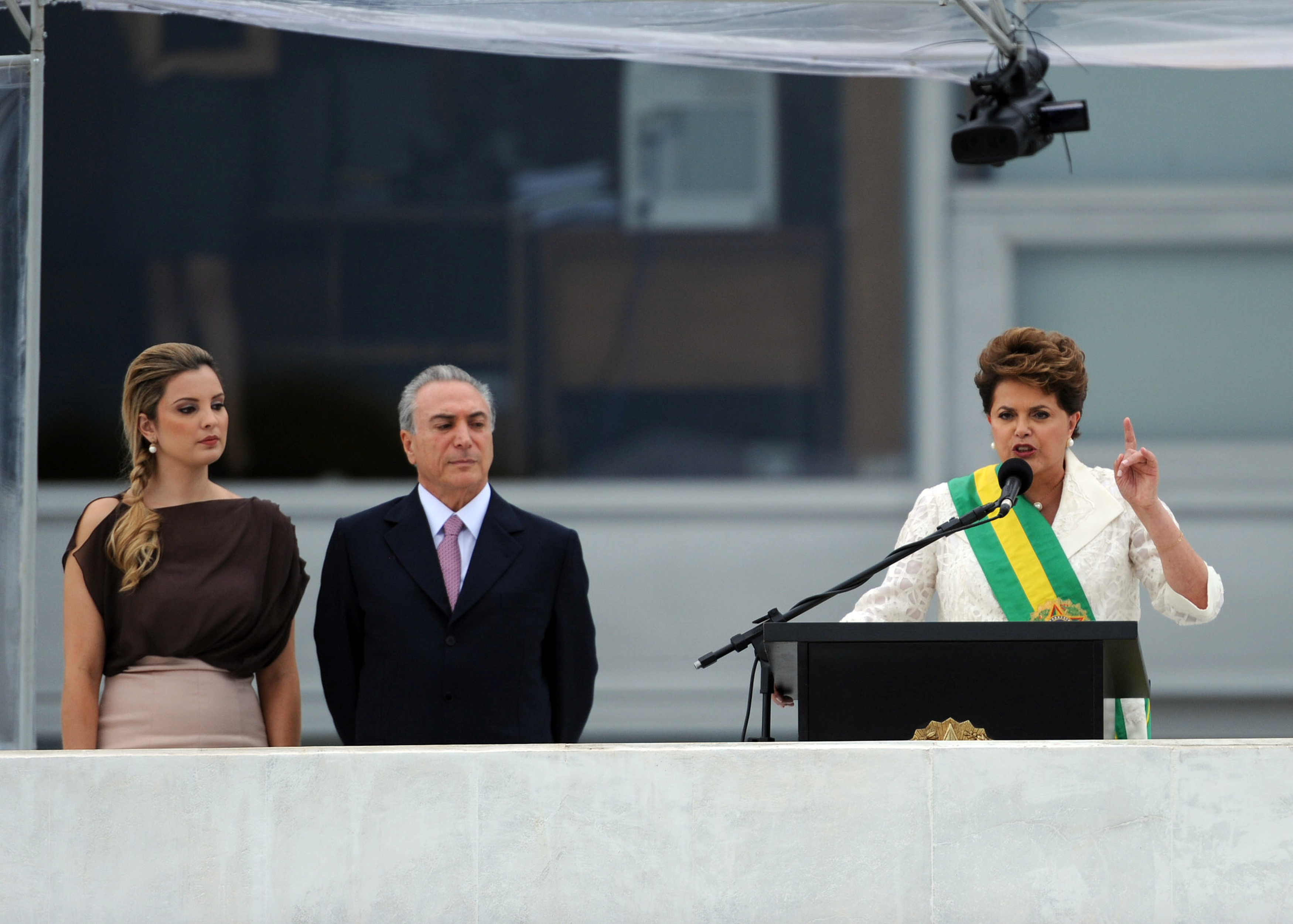
2011年1月1日，迪爾瑪·羅塞夫发表迪尔玛·罗塞夫首次就职典礼，副总统特梅尔与妻子马塞拉陪伴在侧

信件在巴西的社交媒体上引发热烈反响，有网友将副总统画成圣诞装饰，嘲笑他用的那句拉丁文，还有图片显示罗塞夫总统在阅读这封信时哈哈大笑的场景。对此总统府没有直接回应，但罗塞夫谴责特梅尔是政府的叛徒。
2016年4月，有媒体取得特梅尔的一段录音，当中特梅尔表示一旦罗塞尔被弹劾，自己就会成为新一任巴西总统。对此特梅尔表示自己没有这么想过，认为就算政府换届也不可能在三四个月内解决所有问题。事件适逢下议院特别委员会准备就总统弹劾案进行投票，引发舆论批评指控特梅尔背信弃义，纷纷不支持特梅尔这位与民选总统串通的副总统。特梅尔表示自己不小心将这段录音发到他们党国会代表的WhatsApp群聊中。

### 第一轮弹劾

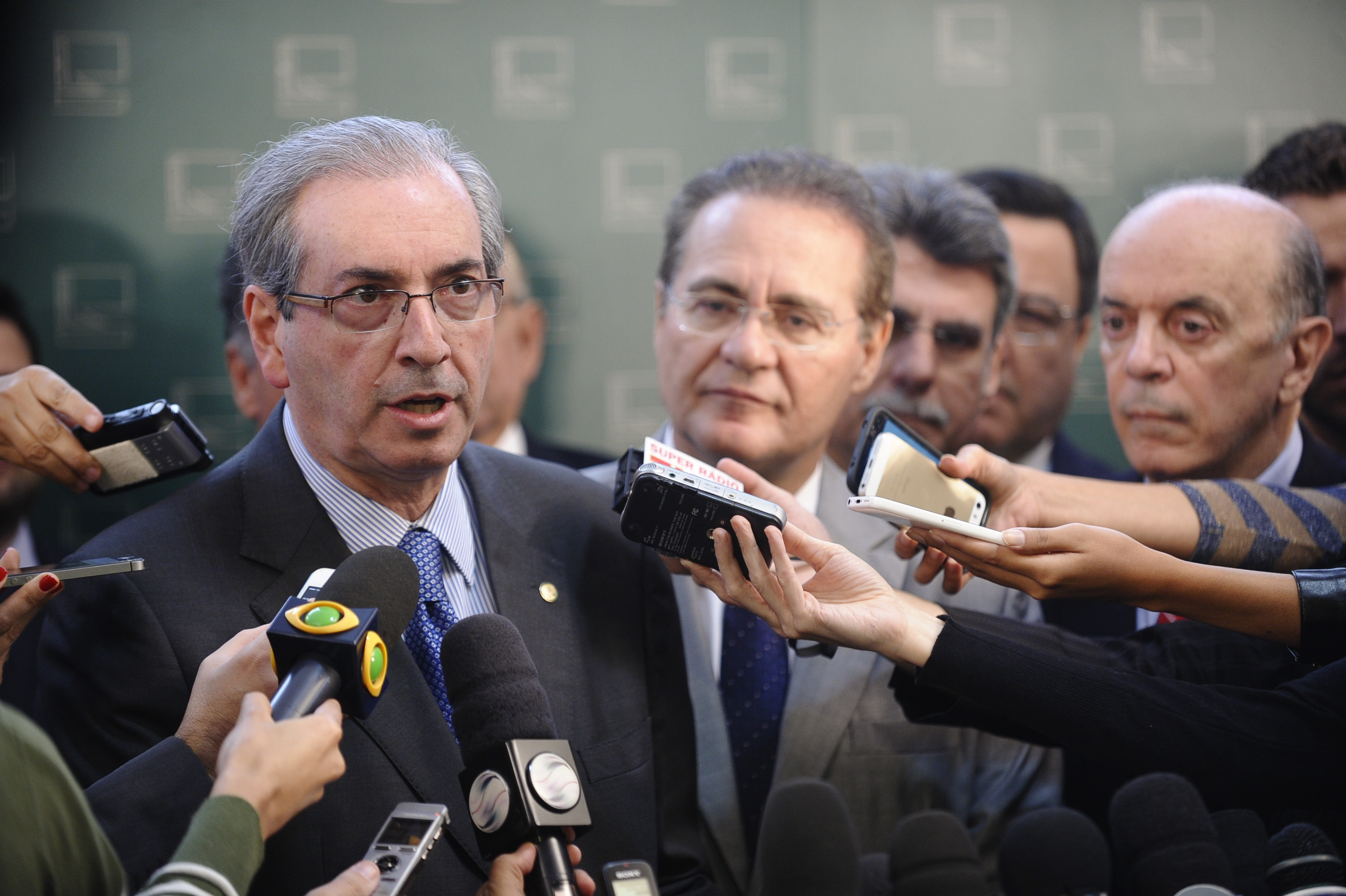
爱德华多·库尼亚（左）与巴西民主运动党友雷南·卡列罗斯（中）举行记者会，摄于2015年5月21日

随着洗车行动调查的展开，巴西民主运动丑闻不断。2015年12月，弹劾特梅尔的程序正式启动。特梅尔的党友、众议院议长爱德华多·库尼亚驳回相关提议，改为批准总统罗塞夫的弹劾程序。在被最高法院大法官马可·奥勒留斯·梅洛裁定行为不当后，库尼亚改为支持特梅尔接受弹劾过程。另一项弹劾特梅尔的提议于2016年4月6日获得众议院议长库尼亚通过，对玛丽埃尔·M·马拉（Mariel M. Marra）律师提出的犯罪责任进行终止分析的委员会成立。库尼亚还收到另外四个弹劾请求。
作为仅次于特梅尔的总统第三顺位继任人，库尼亚也因为洗车行动中发生的洗钱行为面临审查。2016年5月5日，最高法院暂停库尼亚下议院议长职务，理由是试图恐吓国会议员、阻挠对他涉嫌受贿的调查。
2016年5月17日，大法官梅洛批准将弹劾请求列入最高法院全会议程。

### 临时总统

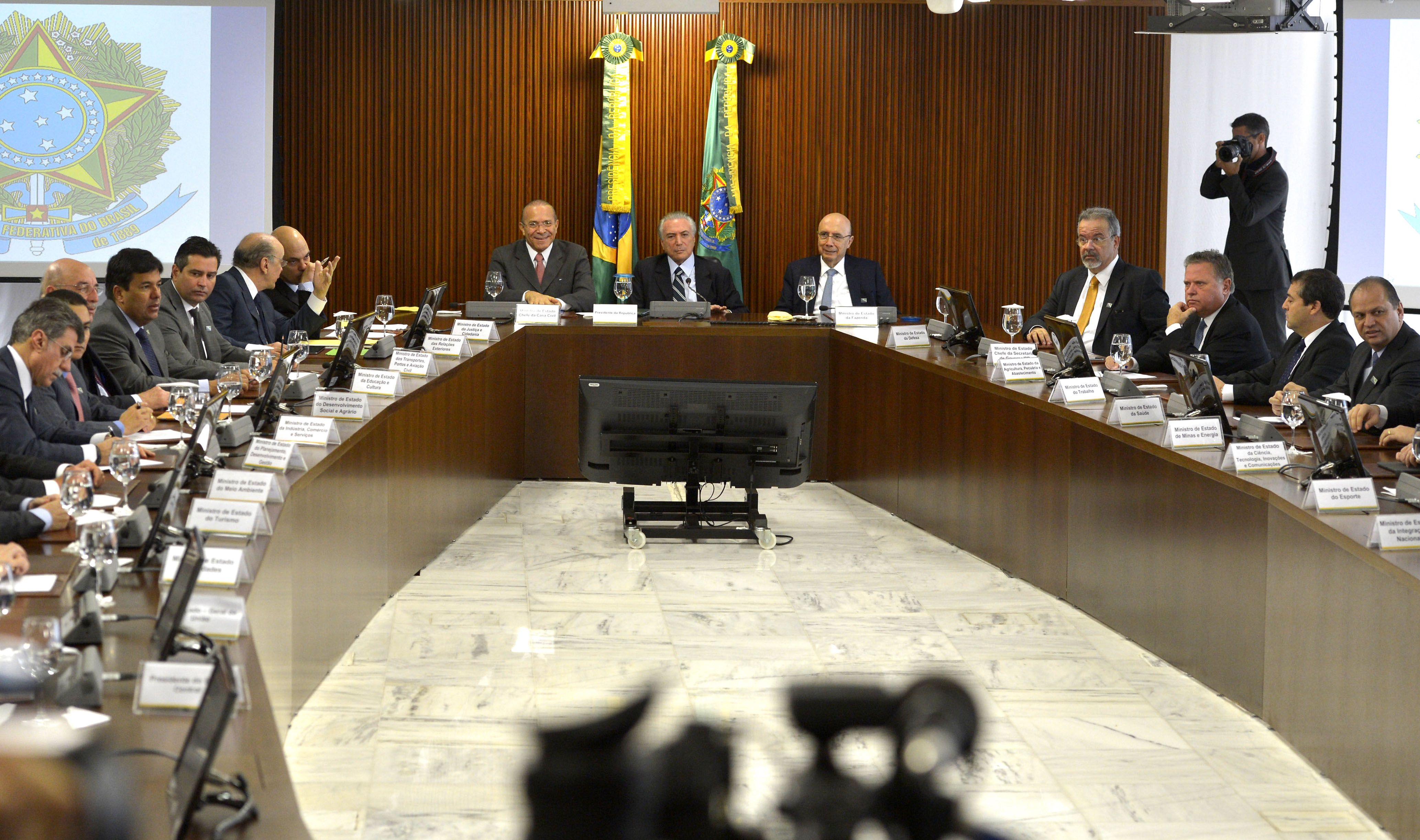
2016年5月13日，特梅尔以临时总统身份在普拉纳托宫首次举行内阁会议

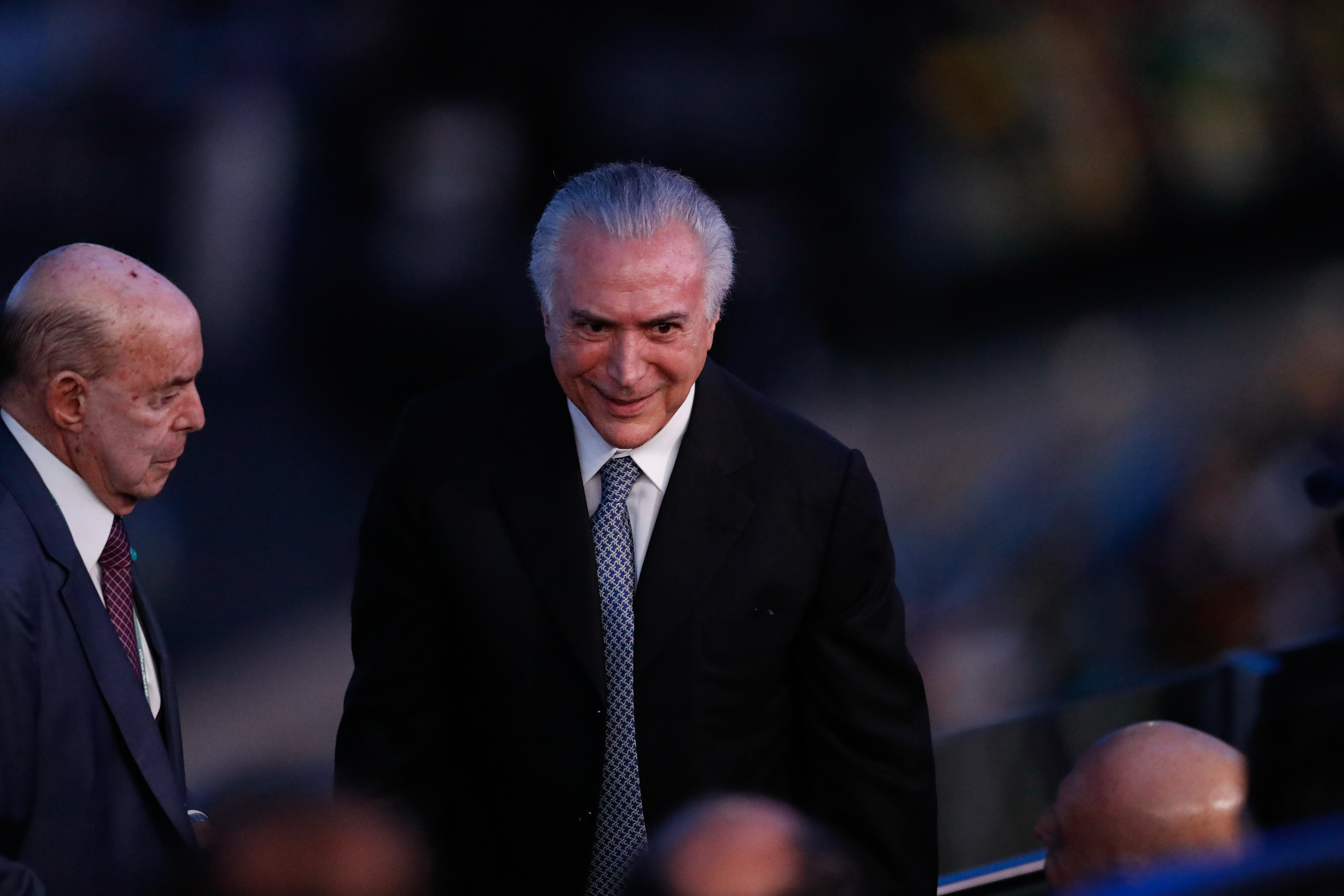
特梅尔出席2016年夏季奧林匹克運動會開幕典禮

2016年5月12日凌晨，联邦参议院投票通过罗塞夫弹劾案。按照巴西宪法，罗塞尔暂停总统职务，由特梅尔担任临时总统，最高为期180天，直至参议员决定是否罗塞夫定罪、将她从总统职位移除。若被定罪，特梅尔将在罗塞夫余下任期内接任总统。特梅尔也可以赦免罗塞夫的“责任罪”指控，恢复她的总统职务。此外，特梅尔须等待联邦最高法院决定是否启动他的弹劾进程。
临时总统上任第一天，特梅尔就任命新内阁，部长数目从32人缩减到23人。女权及非洲裔巴西人权利人士批评获任命的部长清一色男性白人，是1979年以来第一次。
2016年6月2日，特梅尔因违反选举法，8年内不得竞选公职，意味着特梅尔不能在2018年巴西大选中竞逐总统。

## 巴西总统

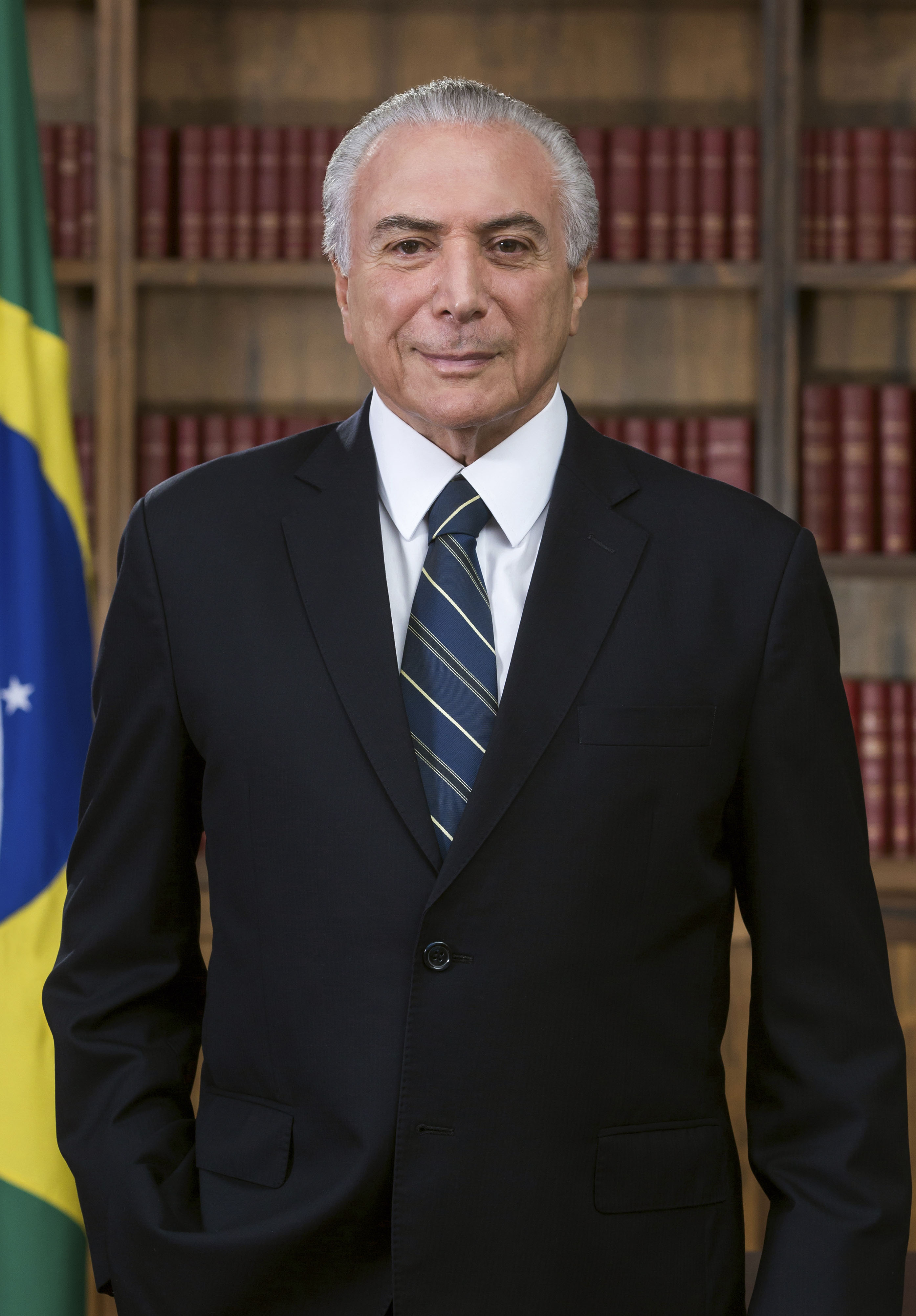
總統官方肖像

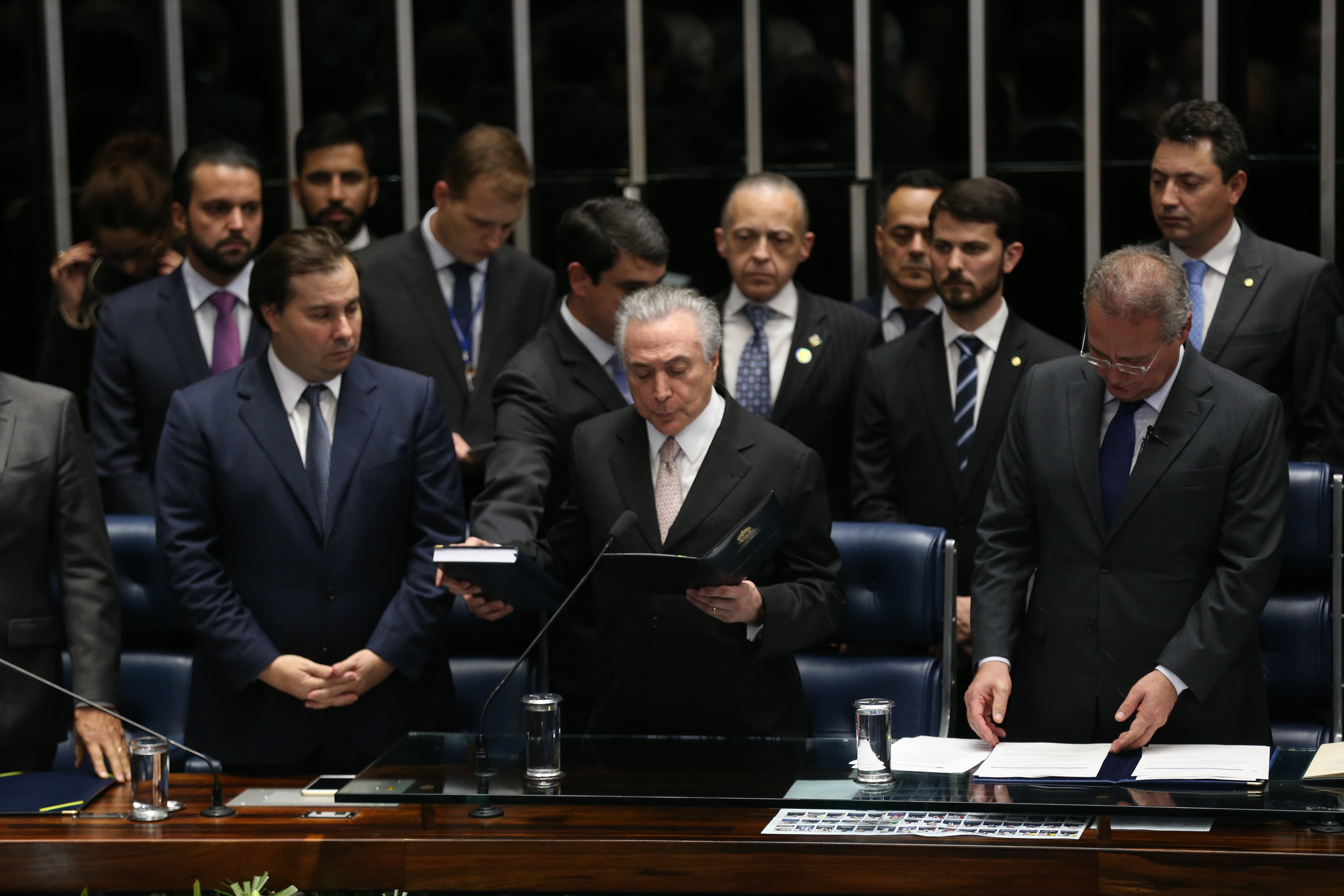
2016年8月31日，特梅尔在巴西国民议会宣誓就任总统

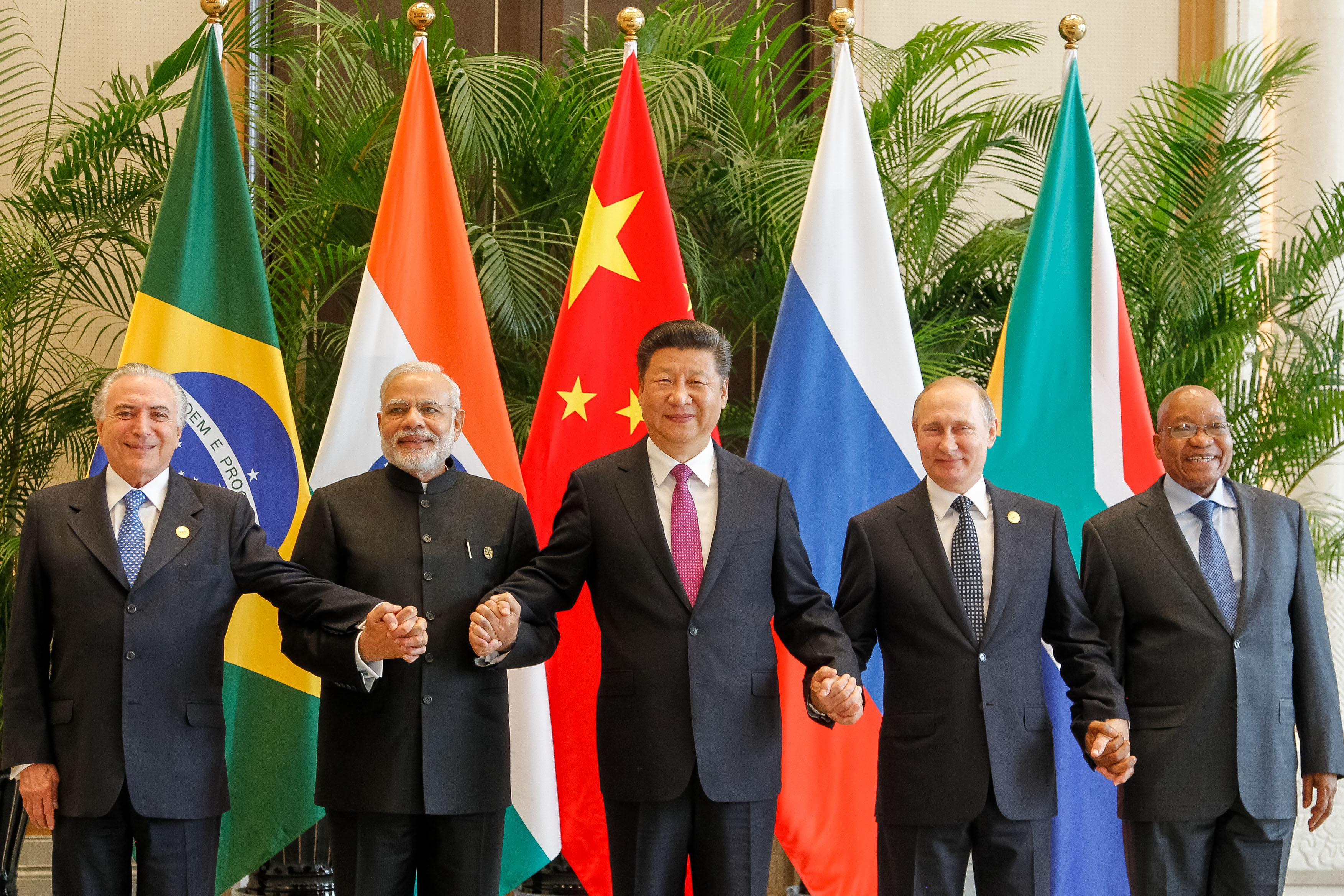
2016年二十国集团杭州峰会前夕，特梅尔、纳伦德拉·莫迪、习近平、弗拉基米尔·普京与雅各布·祖马五位金砖国家领导人会晤

2016年8月31日，巴西参议院投票决定罗塞夫有罪，即时免去总统职务，特梅尔担任临时总统。特梅尔将完成罗塞夫的第二个任期，直至2019年1月1日任期结束。与此同时，众议院院长依照宪法接任悬空的副总统职位。
2016年10月，众议院修改宪法，限制公共支出只能通货膨胀调整（实际上是被冻结20年）。此举获得中产阶级的表扬和批评。
2016年11月，特梅尔的前文化部长马塞洛·卡莱罗，理由是特梅尔一直要求他帮助政治盟友、政府秘书格德尔·维埃拉·利马投资一项因遗产保护措施而被推迟的开发项目。维埃拉·利马后来于2016年11月25日辞职，反对派领导人表示就事件弹劾特梅尔。特梅尔否认了腐败指控，但承认与卡莱罗谈过该项目。
2016年12月，马塞洛·奥德布雷希特确认贿赂过特梅尔。
2017年3月，特梅尔决定搬回副总统官邸贾布鲁宫，理由是自己对晨曦宫更改引发巴西历史遗产研究院不满。在接受巴西新闻杂志《看》专访时，特梅尔表示自己无法在“宽敞的房间”中睡觉，担心有鬼。
2017年4月28日，公会团体号召大罢工，反对特梅尔政府改革养老金和劳工制度。相关改革在很多方面都失败了，理由是大部分人不支持。除了各州首府及主要城市的公共服务停摆外，大部分地区的罢工活动仅限于游行，或者根本没有动静。之后，特梅尔政府宣布2017年夏季取消路易斯·伊纳西奥·卢拉·达席尔瓦任内推行、方便困难人士获得廉价药物的“大众药房”。
2018年2月16日，特梅尔签署法令，下令打击里约热内卢的有组织犯罪活动，由军队全面管理治安，直至2019年1月1日。次日，特梅尔宣布在不久后成立公共安全部。
据巴西地理及统计数据研究院数据显示，2017年，巴西的极度贫困人口上升11%，贫富差距不断扩大，基尼系数从0.555升至0.567。研究认为政府决定减少家庭奖学金（Bolsa Família）受益人的人数是主要原因。

### 第二轮弹劾
2017年5月17日，巴西主流报纸《环球报》公布了特梅尔与JBS股份老板乔丝莉·巴蒂斯塔谈判封口费的录音，引发外界再次推出弹劾。2017年5月24日，数千名民众游行至国会，要求特梅尔辞职、立即举行总统选举。与此同时，特梅尔试图镇压党内的反叛情绪。

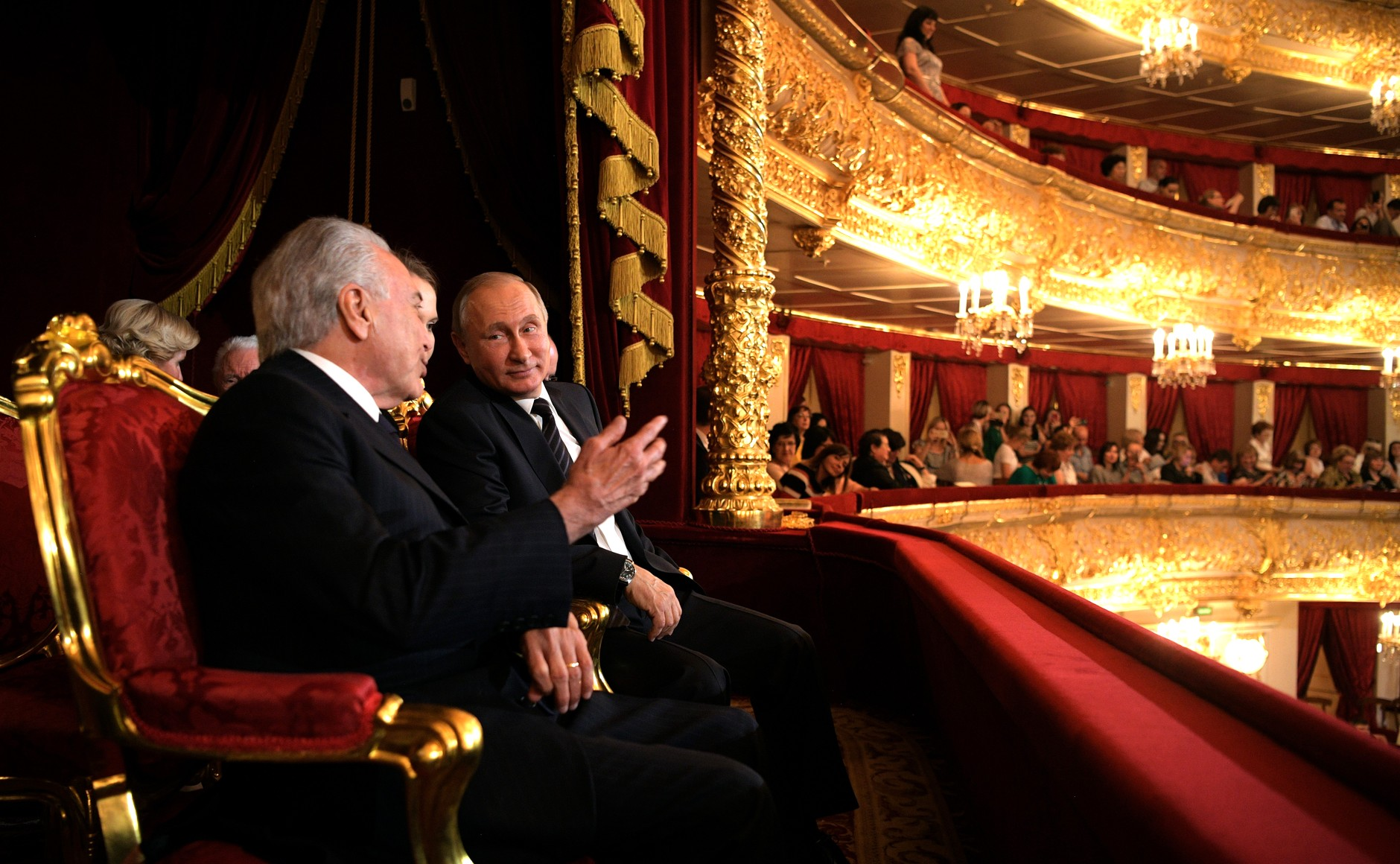
2017年6月20日，与弗拉基米尔·普京在莫斯科大剧院观看演出

面对汹涌的示威浪潮，特梅尔向首都圣保罗派出联邦军队。许多照片及证言记录下警方在示威现场采取的暴力行动，有警员向示威人士开枪。由于特梅尔拒绝下台，民众的不满情绪与日俱增，不仅引发了政治僵局，还带来了不确定因素，直至将巴西拖入经济危机，进一步加深该国有史以来最严重的经济衰退。
2017年6月9日，巴西高级选举法院以4票支持、3票反对赦免了特梅尔与罗塞夫在2014年大选期间收受贿赂的罪名，允许特梅尔留任总统。前Odebrecht副总裁马尔西奥·法里亚·达席尔瓦（Marcio Faria da Silva）在认罪协商的证词中透露特梅尔曾在一次会议上要求他向巴西民主运动党捐4,000万美元。法里亚说自己和特梅尔在自己的律师事务所会面，下议院议长爱德华多·库尼亚和国会议员恩里克·爱德华多·阿尔维斯也在场。据法里亚透露，4,000万美元是代表了Odebrecht与巴西石油所签合同的5%佣金。最高法院大法官路易斯·埃德森·法钦（Luiz Edson Fachin）公开了他和其他人的证词，下令对100多名涉嫌贿赂和回扣国营公司（尤其是巴西石油）的政客进行调查。

### 犯罪指控
2017年6月26日，巴西总检察长罗德里戈·雅诺特向最高法院起诉特梅尔收受JBS公司500万美元贿赂，以此作为清理公司税收问题、促进贷款的回报。。下议院就有关指控进行投票，期间特梅尔获得有权接受或搁置弹劾申请的议长罗德里戈·玛雅支持。
因资金问题在调查事件完成前不得不解散的联邦警察也建议起诉特梅尔妨碍司法。2017年，特梅尔政府第三任司法部长托尔夸托·雅尔丁改变联邦警察领导层未果，推行了一系列以大赦及修改刑事诉讼法为重点的立法倡议。
2017年6月，特梅尔的支持率低至7%，创下30多年的新低。根据巴西民意与统计研究所在7月24日至26日进行的调查，81%的巴西人赞成弹劾总统。8月2日，下议院议员投票决定不将针对总统的案件提交到有权审判的最高法院，观察人士认为这种保护特梅尔的举动进一步损害了巴西政治选举制度的可靠性。
2019年3月21日，特梅尔因汽车行动调查被逮捕。3月25日，法官安东尼奥·伊万·阿蒂（Antonio Ivan Athié）对特梅尔发出人身保护令。

### 破坏亚马逊雨林
2017年8月22日，特梅尔颁布一项法令，宣布解散巴西北部帕拉州和阿马帕州亞馬遜雨林的“国家铜及相关资源保护区”（Reserva Nacional do Cobre e Associados）。占地400万公顷的雨林区将开放私人企业采矿，同时农企可以雨林改成庄稼地。由于外界普遍反对，法令于9月26日撤销。

## 个人生活

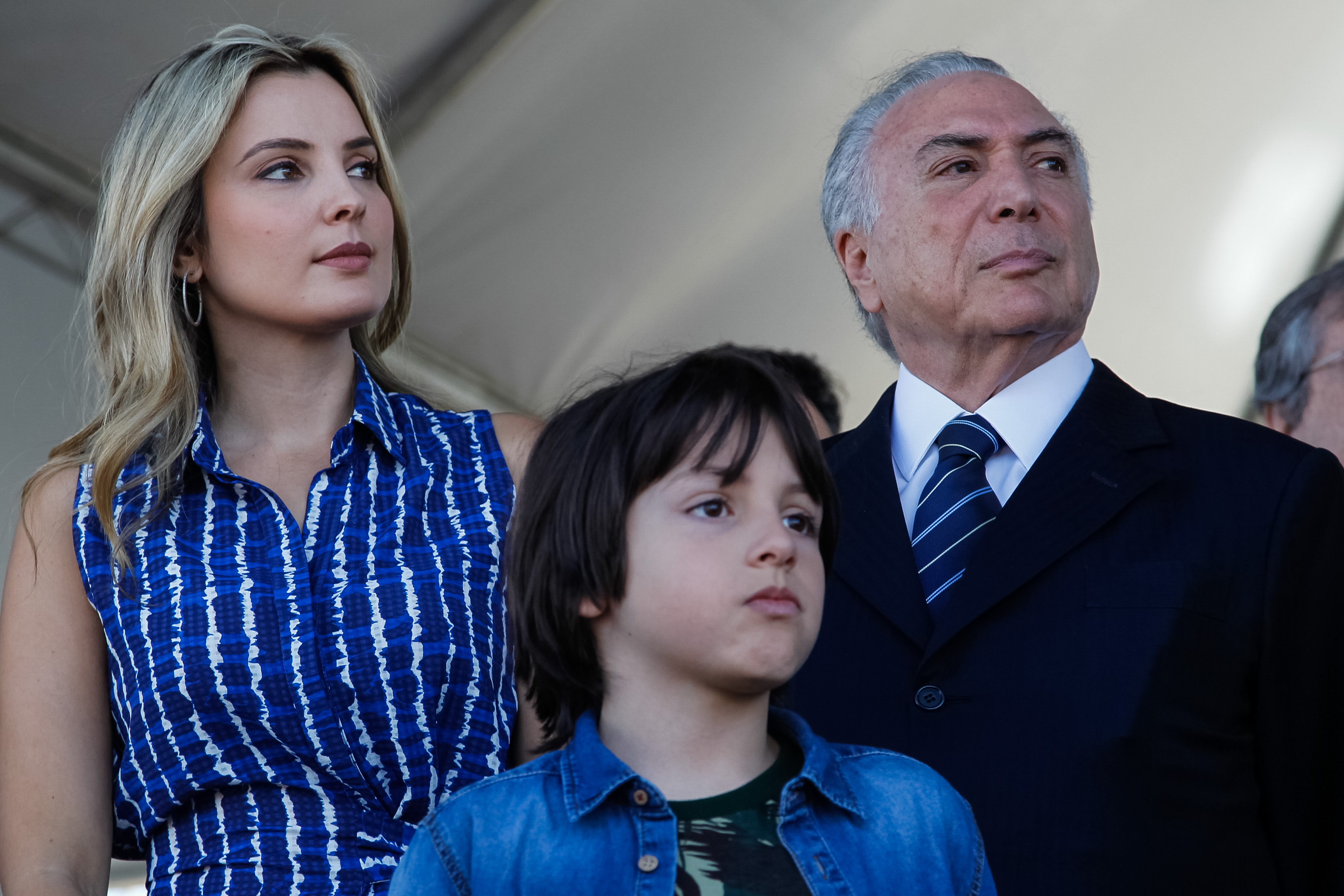
特梅尔携夫人馬塞拉及儿子米歇尔出席2017年独立日 (巴西)庆典

在馬龍尼父母的熏陶下，特梅尔皈依罗马天主教。特梅尔与前妻玛丽亚·西莉亚·托莱多（Maria Célia Toledo）育有三个女儿，另外与记者埃丽卡·费拉兹（Érica Ferraz）有一个儿子。
现任妻子馬塞拉·特梅爾年龄相差43岁，2002年结识，当时马塞拉与在保利尼亚当市政雇员的叔叔杰拉尔多（Geraldo）出席了巴西民主运动的年会。两人于2003年7月26日结婚，仪式从简 。2009年，马塞拉在圣保罗的私立学校自治法学院（Faculdade Autônoma de Direito）获得法律学位。在采访中，马塞尔表示自己从未参加过法律资格考试，因为儿子米歇尔的缘故。
2016年12月底，正當巴西經濟不景氣，當局公佈總統特梅爾斥資40萬美元為專機訂購大量貴價食物，被指不諳民間疾苦，包括500盒Haagen-Dazs雪糕、近1.5噸朱古力蛋糕、近900磅草莓與水果蛋糕、120樽Nutella榛子朱古力醬、50份意大利名牌甜筒Cornetto。而早餐亦選用貴價的希臘乳酪、法國布利乾酪、意大利波羅伏洛芝士與水牛芝士。

## 奖项及荣誉
| 国家荣誉 - 南十字勋章（2016年当选总统自动获得，下同） - 里约·布兰科勋章 - 军功勋章 - 海军功绩勋章 - 空军功绩勋章 - 军事司法功绩勋章 - 国家功绩勋章 | 海外荣誉 - 葡萄牙亨利王子勋章（1987年） - 葡萄牙基督勋章（1997年） - 法国军团骑士勋章（1998年） - 丹麦国旗勋章（1999年） - 阿根廷解放者圣·马丁勋章（2017年） - 巴拉圭国家功绩勋章（2017年） |